# KSPO/Saison 2012
Dieser Artikel listet Erfolge und Fahrer des Radsportteams KSPO in der Saison 2012 auf.

## Erfolge in der Asia Tour
| Datum         | Rennen                      | Kat. | Fahrer         |
| ------------- | --------------------------- | ---- | -------------- |
| 27. April     | 6. Etappe Tour de Korea     | 2.2  | Sung Baek Park |
| 22.–29. April | Gesamtwertung Tour de Korea | 2.2  | Sung Baek Park |

## Abgänge – Zugänge
| Zugänge          | Team 2011 | Abgänge        | Team 2012 |
| ---------------- | --------- | -------------- | --------- |
| Soon Young Kwon  | Neoprofi  | Dong Hyun Choi | Unbekannt |
| Kwang Deuk Pyun  | Neoprofi  | Hyun Wook Joo  | Unbekannt |
| Choong Hyuk Shin | Neoprofi  | Dong Hun Kim   | Unbekannt |
|                  |           | Geon Bi Park   | Unbekannt |

## Mannschaft
| Name             | Geburtstag       | Nationalität |
| ---------------- | ---------------- | ------------ |
| Ji Min Jung      | 2. August 1991   | Südkorea     |
| Soon Young Kwon  | 11. Juni 1993    | Südkorea     |
| Ki Joo Lee       | 9. Juni 1992     | Südkorea     |
| Sung Baek Park   | 27. Februar 1985 | Südkorea     |
| Kwang Deuk Pyun  | 10. August 1993  | Südkorea     |
| Choong Hyuk Shin | 10. März 1993    | Südkorea     |
| Dong Hyun Shin   | 25. Februar 1990 | Südkorea     |
| Yeon Je Sung     | 1. Oktober 1986  | Südkorea     |